# Борис (Яковкевич)
Борис (в миру Борис Титович Яковкевич; 8 декабря 1901, село Малая Клетинка, Староконстантиновский уезд, Волынская губерния — 24 марта 1984, Эдмонтон) — иерарх Украинской греко-православной церкви Канады с титулом Архиепископ Эдмонтона и Западной Канады.

## Биография
Родился 8 декабря 1901 года в селе Малая Клетинка Староконстантиновского уезда Волынской губернии (ныне Хмельникский район Винницкой области) в семье протоиерея Тита Яковкевича. Кроме него в семье было еще несколько детей, включая его сестру Ольгу, которая стала женой будущего епископа Александра (Новицкого).
В 1930 году Борис женился и тогда же был рукоположён в священники, а в 1934 году окончил православный богословский факультет Варшавского университета. Служил в Волынской епархии Польской автокефальной православной церкви.
В июне 1941 года его вместе с отцом-священником должны были выслать в Сибирь, но начало Второй мировой войны в Советском Союзе сорвало этот план. Во время Второй мировой войны он боролся за спасение многих людей от германских оккупационных войск. За это вместе с отцом был заключен в тюрьмах гестапо. В 1944 году им удалось бежать в Германию. Однако его жена и дочь в октябре этого же года погибли по дороге в Германию после того, как в вагоне перевозимого поезда взорвалась бомба. В 1945—1948 годы занимался миссионерско-пастырской работой в Германии среди украинских беженцев, а в 1948 году он вместе с отцом переехал в Саскатун, Канада.
28 апреля 1963 года постригся в монахи, а чуть позже был возведён в сан архимандрита. 18 мая 1963 года он был рукоположён во епископа Саскатунского, викария Виннипегской епархии. А 2 июля 1975 года был избран архиепископом Эдмонтонским и Западной Канады. 
Скончался 24 марта 1984 года в Эдмонтоне. Похоронен там же.